# Revista Hispánica Moderna
La Revista Hispánica Moderna (RHM) es una revista académica revisada por pares estadounidense que se centra en la investigación sobre literatura y cultura hispana y luso-brasileña. Publica ensayos y reseñas sobre libros en español, inglés o portugués, abarcando todo el espectro de la producción cultural hispánica y luso-brasileña en Europa, Latinoamérica y los Estados Unidos, de cualquier periodo histórico, desde la Edad Media a la actualidad.
Fue fundada en 1934 como Boletín del Instituto de las Españas en la Universidad de Columbia (Nueva York). La University of Pennsylvania Press la publica semestralmente, y está disponible en Internet a través de Project MUSE y JSTOR.
En 2009, el Council of Editors of Learned Journals premió a la Revista Hispánica Moderna con el Premio Phoenix de 2009 a los logros editoriales importantes.